# Departamento Río Primero
Río Primero es un departamento ubicado en la Provincia de Córdoba (Argentina).

## Organización territorial
Actualmente, el departamento está compuesto por 8 municipios y 17 comunas.

### Pedanías
Para fines catastrales el departamento se divide en 11 pedanías:
- Castaño
- Chalacea
- Esquina
- Quebracho
- Remedios
- Santa Rosa
- Suburbios
- Tala
- Timón Cruz
- Viamonte
- Yegua Muerta

### Localidades y gobiernos locales
El departamento comprende 25 gobiernos locales, cuyos ejidos municipales no son colindantes y por tanto no ocupan la totalidad del territorio departamental. 
Se encuentran categorizados en 8 municipios:
- La Para
- La Puerta
- Monte Cristo
- Obispo Trejo
- Piquillín
- Río Primero
- Villa Santa Rosa
- Villa Fontana

Y 17 comunas:
- Atahona
- Cañada de Machado
- Capilla de los Remedios
- Chalacea
- Colonia Las Cuatro Esquinas
- Comechingones
- Diego de Rojas
- El Crispín
- Esquina
- Kilómetro 658
- La Posta
- La Quinta
- Las Gramillas
- Las Saladas
- Maquinista Gallini
- Plaza de Mercedes
- Sagrada Familia

Hay otras 2 localidades que no se constituyen en gobiernos locales y por tanto no poseen ejido municipal ni autoridades propias:
- El Alcalde
- Monte del Rosario

## Demografía

### Estructura
Según el censo 2022 la población total del departamento es de 58 428 personas, repartidas en 29 513 mujeres y 28 915 hombres, con un índice de masculinidad de 98,0 hombres por cada 100 mujeres. 
La edad mediana de la población es de 31 años (31 años entre las mujeres y 30 años entre los hombres).
El 11,0% de la población tiene más de 65 años (frente al 9,9% en 2010), y el 2,6% de la población tiene más de 80 años (frente al 2,1% en 2010)

### Salud y educación
El 59,2% de la población tiene al menos un tipo de cobertura de salud. 
Unas 19 165 personas asisten a algún tipo de establecimiento educativo de cualquier nivel y unas 5 045 personas tienen un título terciario o superior (14,2% sobre el total de la población instruida). La tasa de alfabetización es del 99,6

### Migraciones
De las personas residentes en el departamento, unas 4 937 (8,4% del total de población) nacieron en otra provincia, y unas 1 018 (1,7% del total de población) lo hicieron fuera del país, siendo los grupos de inmigrantes más numerosos los provenientes de:
- Bolivia: 624 personas
- Paraguay: 37 personas
- Venezuela: 26 personas
- Colombia: 19 personas
- Chile: 16 personas

### Hogares
En el departamento hay un total de 22 293 viviendas  y 19 338 hogares. 
En cuanto al régimen de tenencia y regularidad de la propiedad de las viviendas, el 56,1% es propia, el 22,5% es alquilada, el 11,3% es cedida o prestada, y el resto se encuentra en otra situación.
Sobre el total de hogares, 16 888 (87,3% del total) tienen acceso a red pública de agua corriente, solo 1 051 (5,4% del total) tienen desagüe y descarga a red pública cloacal, 2 573 (13,3% del total) tienen acceso a red pública de gas, y 13 397 (69,2% del total) tienen acceso a red de internet en la vivienda. 

## Sismicidad
La sismicidad de la región de Córdoba es frecuente y de intensidad baja, y un silencio sísmico de terremotos medios a graves cada 30 años en áreas aleatorias. Sus últimas expresiones se produjeron:
- 22 de septiembre de 1908 (116 años), a las 17.00 UTC-3, con 6,5 Richter, escala de Mercalli VII; ubicación 30°30′0″S 64°30′0″O / -30.50000, -64.50000; profundidad: 100 km; produjo daños en Deán Funes, Cruz del Eje y Soto, provincia de Córdoba, y en el sur de las provincias de Santiago del Estero, La Rioja y Catamarca[25]

- 16 de enero de 1947 (78 años), a las 2.37 UTC-3, con una magnitud aproximadamente de 5,5 en la escala de Richter (terremoto de Córdoba de 1947)[24]

- 28 de marzo de 1955 (69 años), a las 6.20 UTC-3 con 6,9 Richter: además de la gravedad física del fenómeno se unió el desconocimiento absoluto de la población a estos eventos recurrentes (terremoto de Villa Giardino de 1955)

- 7 de septiembre de 2004 (20 años), a las 8.53 UTC-3 con 4,1 Richter

- 25 de diciembre de 2009 (15 años), a las 21.42 UTC-3 con 4,0 Richter